# Nuuk (Aasiaat)
Nuuk [nuːk] (nach alter Rechtschreibung Nûk) ist eine wüst gefallene grönländische Siedlung im Distrikt Aasiaat in der Kommune Qeqertalik.

## Lage
Nuuk liegt im Osten der Insel Saqqarliit. Vor dem Ort verläuft der Sund Nivaap Sullua. Der nächstgelegene Ort ist Akunnaaq 7,5 km nordwestlich.

## Geschichte
Nuuk war schon vor der Kolonialzeit besiedelt. 1739 war Poul Egede zu Besuch im Ort. Anfangs gehörte der Wohnplatz zum Kolonialdistrikt Christianshaab. Nuuk fiel der Epidemie 1785/86 zum Opfer und alle Bewohner starben. Zu Beginn des 19. Jahrhunderts wurde der Ort neu besiedelt und 1807 dem Kolonialdistrikt Egedesminde zugerechnet. 1808 hatte Nuuk 20 Einwohner. Kurz darauf wurde der Wohnplatz erneut aufgegeben und erst zwischen 1831 und 1850 wieder besiedelt. Nuuk war als Wohnplatz Teil der Gemeinde Akunnaaq. Es ist überliefert, dass im Winter viele Bewohner aus Kangaarsutsiaq kamen, um in Nuuk große Feste zu feiern.
1915 lebten 53 Menschen am Wohnplatz, die in sieben Häusern wohnten. Es gab einen Katecheten, zehn Jäger und einen Fischer in Nuuk. Die Bewohner waren eher arm und so wurde 1918 vorgeschlagen, Nuuk abzusiedeln. Es war nicht üblich, dass man Orte aufgab, ohne die Bevölkerung um Erlaubnis gebeten zu haben und so wurde 1920 bekanntgegeben, dass die Einwohner von Nuuk nicht einverstanden waren mit ihrer Umsiedlung. Entgegen der üblichen Praxis wurde Nuuk dennoch aufgegeben, da man der Meinung war, dass die Bewohner ihre Lage ja gar nicht einschätzen könnten, und für jedes Haus wurden 50 Kronen Entschädigung gezahlt.